# Distretto di Eleazar Guzmán Barrón
Il distretto di Eleazar Guzmán Barrón è un distretto del Perù nella provincia di Mariscal Luzuriaga (regione di Ancash) con 1.333 abitanti al censimento 2007 dei quali 204 urbani e 1.129 rurali.
È stato istituito il 13 dicembre 1985.